# 王延业
王延业（？—528年5月17日），太原郡晋阳县（今山西省太原市）人，北魏镇东将军、金紫光禄大夫、中书令、长社伯王琼第三子，北魏官员。

## 生平
王延业博学多闻，很有才思文采，与清河崔长谦齐名，两人一起出任著作佐郎，监督主管校勘书籍，后官至中书郎。崔光为魏孝明帝元诩讲解《孝经》时，王延业的大哥王遵业参与讲解，王延业记录讲说的义理，都奉召作《释奠侍宴诗》。当时的人说：“英才济济，王家兄弟。”
王延业兄弟都结交当时才德超卓的人，因而被当时的人赞美。尔朱荣进入洛阳时，王延业兄弟正在为父亲守丧期间，因为母亲与魏孝庄帝元子攸的母亲是堂姐妹，相率奉迎魏孝庄帝，建义元年四月庚子（528年5月17日），都在河阴之变中被杀害，王延业的尸体也遗失了。王延业没有儿子，朝廷赠予他齐州刺史。舆论惋惜王延业兄弟这些人才的损失，而讥讽他们急于进取的心态。
王延业曾与山伟、袁昇、李延考、李奂乘车并行，只有山伟略微居于后面。路上遇到一个尼姑，尼姑看着他们叹气说：“这些人的业缘是同日而死。”尼姑又对山伟说：“您临近天子，会做到好官。”王延业、李延考、袁昇、李奂都在河阴之变中遇害，果然和尼姑所说一样。

## 禁婚家
唐朝显庆四年（659年），唐高宗下诏禁止包括王延业兄弟四人后裔在内的七姓十家自己做主互相通婚。

## 家族

### 父母
- 王琼，北魏镇东将军、金紫光禄大夫、中书令、长社伯
- 陇西李氏，北魏镇北将军、敦煌宣公李宝孙女[6][7][20]

### 兄弟姐妹
- 王遵业，北魏司徒左长史、黄门郎
- 王广业，北魏太尉祭酒、太尉属、太中大夫
- 王季和，北魏书侍御史、并州大中正
- 王嫔，魏孝文帝妃嫔
- 王氏，嫁卢道亮

### 子女
- 王氏，嫁北齐轻车将军、尚书考功郎中李倩之[21]